# Piotr IV (patriarcha Aleksandrii)
Piotr IV – chalcedoński patriarcha Aleksandrii w latach 643–651. Po podbiciu Egiptu przez Arabów musiał szukać schronienia w Konstantynopolu.